# Абдьян, Диего
Диего Матиас Абдьян Массимино (исп. Diego Matias Abdian Massimino; род. 22 ноября 1982, Буэнос-Айрес) — аргентинский футболист, защитник клуба «Атлетик B».

## Биография
С 2004 года по 2005 год выступал на родине за «Феррокарриль Уркиса» в Примере С (четвёртом дивизионе Аргентины).
Летом 2007 года перешёл в андорранский клуб «Сан-Жулиа». В июне 2007 года участвовал в двух матчах Кубка Интертото против боснийской «Славии», которые завершились поражением с общим счётом (4:6). В сезоне 2007/08 «Сан-Жулиа» стала серебряным призёром Андорры и обладателем Кубка Андорры. В июле 2008 года участвовал в первом квалификационном раунде Кубка УЕФА против болгарского «Черно море», однако сыграл лишь в домашнем матче, который завершился поражением (0:5). В итоге андорранцы уступили с общим счётом (9:0). В сезоне 2008/09 клуб стал чемпионом Андорры.
Летом 2009 года «Сан-Жулиа» дебютировала в Лиге чемпионов. В первом квалификационном раунде команда обыграла по сумме двух матчей сан-маринский «Тре Фьори» (2:2, по пенальти 4:5). В следующем раунде против болгарского «Левски» в первом матче Абдьян получил красную карточку и пропустил следующею встречу. По сумме двух матче «Сан-Жулиа» уступила со счётом (9:0). В сентябре 2009 года в матче за Суперкубок Андорры «Сан-Жулиа» обыграла «Санта-Колому» со счётом (2:1).
В начале 2010 года перешёл в «Лузитанс». В июле 2010 года участвовал в первом квалификационном раунде Лиги Европы против македонского клуба «Работнички». Абдьян сыграл только в выездном поединке, по сумме двух встреч «Работнички» победили со счётом (11:0).
В январе 2011 года стал игроком «Санта-Коломы». Летом 2012 года принял участие в первом квалификационном раунде Лиги Европы против хорватского «Осиека», Диего Абдьян сыграл в выездной игре. По сумме двух игр «Санта-Колома» уступила (1:4).

## Достижения
- Чемпион Андорры: 2008/09
- Серебряный призёр чемпионата Андорры: 2007/08
- Обладатель Кубка Андорры: 2008
- Обладатель Суперкубка Андорры: 2009